# Moreira Campos
José Maria Moreira Campos (Senador Pompeu, 6 de janeiro de 1914 — Fortaleza 6 de maio de 1994), mais conhecido como Moreira Campos, foi um contista brasileiro considerado um dos mais importantes do gênero no país, com obras traduzidas para o alemão, francês, hebraico, italiano e inglês.

## Biografia
Moreira Campos nasceu no município de Senador Pompeu em 1914, mudando-se para Lavras da Mangabeira dez anos depois. Em 1930, a família se muda para a capital, Fortaleza, por conta de dificuldades financeiras. Lá, Moreira Campos casa-se com Maria José Alcides Campos e o casal da à luz três filhos: Natércia, Marisa e Cid.
Ingressou no Liceu do Ceará em 1930, terminando seus estudo secundários após seis anos. Em 1946, entrou na Faculdade de Direito da Universidade Federal do Ceará (UFC) e licenciou-se em Letras Neolatinas em 1967. Entre 1970 e 1971, foi Decano do Centro de Humanidades da UFC e, durante este período, implantou e coordenou o Primeiro Ciclo Universitário. Três anos depois, entre 1974 e 1978, foi Pró-Reitor de Graduação, exercendo, eventualmente, o cargo de Reitor.
Na área do magistério iniciou-se como professor de Português, Literatura e Geografia em colégios. Exerceu o magistério na Universidade Federal do Ceará, no Curso de Letras, como titular de Literatura Portuguesa. Integrante do Grupo Clã e pertenceu à Academia Cearense de Letras.
Em 30 de outubro, falece em Quixadá o pai do escritor, aos 47 anos. Em abril de 1932, falece Adélia Moreira Campos, mãe do escritor, aos 47 anos.

## Estilo
Sempre gostei de estórias, desde menino. Minha mãe lia regularmente e fazia versos, embora para uso doméstico. Meu pai, que freqüentou o seminário, às vezes escrevia para os jornais. Aos treze anos, eu já perpetrava as primeiras poesias, entre elas dois sonetos.

Moreira Campos em 1985
Para o ensaísta Sânzio de Azevedo, a obra de Moreira Campos situa-se, principalmente, no campo do conto psicológico, na linhagem de Chekov e Machado de Assis, sem contudo deixar de lado o conto regionalista. Para Azevedo, Moreira Campos trata, principalmente, dos dramas da alma humana e não da presença da terra (como o fazem Afonso Arinos ou Gustavo Barroso), mas há histórias, "principalmente do livro Portas Fechadas (1957), [que] se nutrem da vivência sertaneja do escritor."
Para a acadêmica Antônia Lucineide de Pessoa Albuquerque, os livros Vidas Marginais e Portas Fechadas caracterizam a 1.ª fase da produção literária do autor, trazendo contos mais descritivos e minuciosos, enquanto que a 2.º fase surge com As Vozes do Morto, que traz um conto mais sintético e moderno. Ela observa que, em seus primeiros livros, Moreira Campos narra utilizando a primeira pessoa, enquanto que em O Puxador de Terço e Os Doze Parafusos as personagens não chegam a ter nomes, visando, talvez, a universalidade. Como uma das peculiaridades dominantes de Moreira Campos, ela  destaca sua maneira sutil de sugerir sentimentos como a desilusão, o amor e a crueldade em suas personagens centrais. Para ela, o contista deixa que transpareçam expressivos momentos da realidade através da descrição de sensações íntimas e de uma linguagem curta, direta, concisa e dinâmica, a qual, às vezes, é repleta de adjetivos comedidos, construções nominais e sinestesias. Por serem narrados no imperfeito, seus contos expressam uma ideia de continuidade e duratividade; eles enfocam o absurdo da vida nas injustiças sociais as quais estão sujeitas as pessoas marginalizadas.

## Lista de obras
- Vidas Marginais (1949), contos; distinguido com o Prêmio Artur de Azevedo, do Instituto Nacional do Livro
- Portas Fechadas (1957), contos[13]
- As Vozes do Morto (1963), contos
- O Puxador de Terço (1969), contos
- Contos Escolhidos (1971), contos[14]
- Momentos (1976), poesia[15]
- Os 12 Parafusos (1978), contos[16]
- 10 Contos Escolhidos (1981), contos[17]
- A Grande mosca no copo de leite (1985) contos[18]
- Dizem que os cães veem coisas (1987) contos[19]

## Homenagens
- No ano de 1993, no dia cinco de novembro, é agraciado com a Medalha da Abolição, a maior comenda concedida pelo governo do Estado do Ceará e recebe a placa de Honra ao Mérito da prefeitura Municipal de Fortaleza.[20][21]
- Uma escola em Fortaleza foi nomeada em homenagem ao professor,[22]
- Em agosto, é instituída a Comenda "Moreira Campos" em Senador Pompeu, sua terra natal a ser entregue anualmente a três pessoas de destaque no município.
- Os Encontros Literários do Departamento de Letras da UFC passam a se denominar "Moreira Campos".
- É descerrada uma placa com o seu nome na sala dos professores do curso de Letras.
- É inaugurada a Sala Literária "Moreira Campos" no Palácio da Cultura.
- Em dois de dezembro de 1992, recebe o título de professor emérito da Universidade Federal do Ceará.
- Ingressa na Academia Cearense da Língua Portuguesa no ano de 1977,
- No ano de 1962 ingressa na Academia Cearense de Letras.
- Em 1958 recebe o Prêmio Artur de Azevedo, do Instituto Nacional do livro.
- Recebeu em 1977 a Comenda Senador Fernandes Távora da Secretaria de Cultura do Estado do Ceará.